# Rtišovice
Rtišovice (německy Ertischowitz) jsou malá vesnice, část obce Milín v okrese Příbram ve Středočeském kraji. Nachází se asi 2,5 kilometru jihovýchodně od Milína. Vesnicí protéká Rtišovský a Podhrobský potok. V roce 2011 zde trvale žilo 21 obyvatel.
Rtišovice jsou také název katastrálního území o rozloze 2,68 km².

## Historie
První písemná zmínka o vesnici pochází z roku 1369.

## Obyvatelstvo
| Rok            | 1869 | 1880 | 1890 | 1900 | 1910 | 1921 | 1930 | 1950 | 1961 | 1970 | 1980 | 1991 | 2001 | 2011 | 2021 |
| -------------- | ---- | ---- | ---- | ---- | ---- | ---- | ---- | ---- | ---- | ---- | ---- | ---- | ---- | ---- | ---- |
| Počet obyvatel | 308  | 286  | 223  | 231  | 194  | 189  | 155  | 118  | 108  | 90   | 46   | 23   | 23   | 21   | 34   |
| Počet domů     | 36   | 37   | 37   | 37   | 35   | 35   | 37   | 30   | 31   | 31   | 18   | 25   | 20   | 27   | 27   |

## Obecní správa
Při sčítání lidu v letech 1850–1879 Rtišovice byly osadou obce Milín v okrese Příbram. V letech 1880–1975 byly samostatnou obcí v okrese Příbram. Od 1. ledna 1976 jsou opět částí obce Milín v okrese Příbram.

## Pamětihodnosti
- Barokní zámek Rtišovice vznikl na místě starší tvrze na popud Jana Netvorského z Březí v první polovině osmnáctého století.[4]

## Galerie

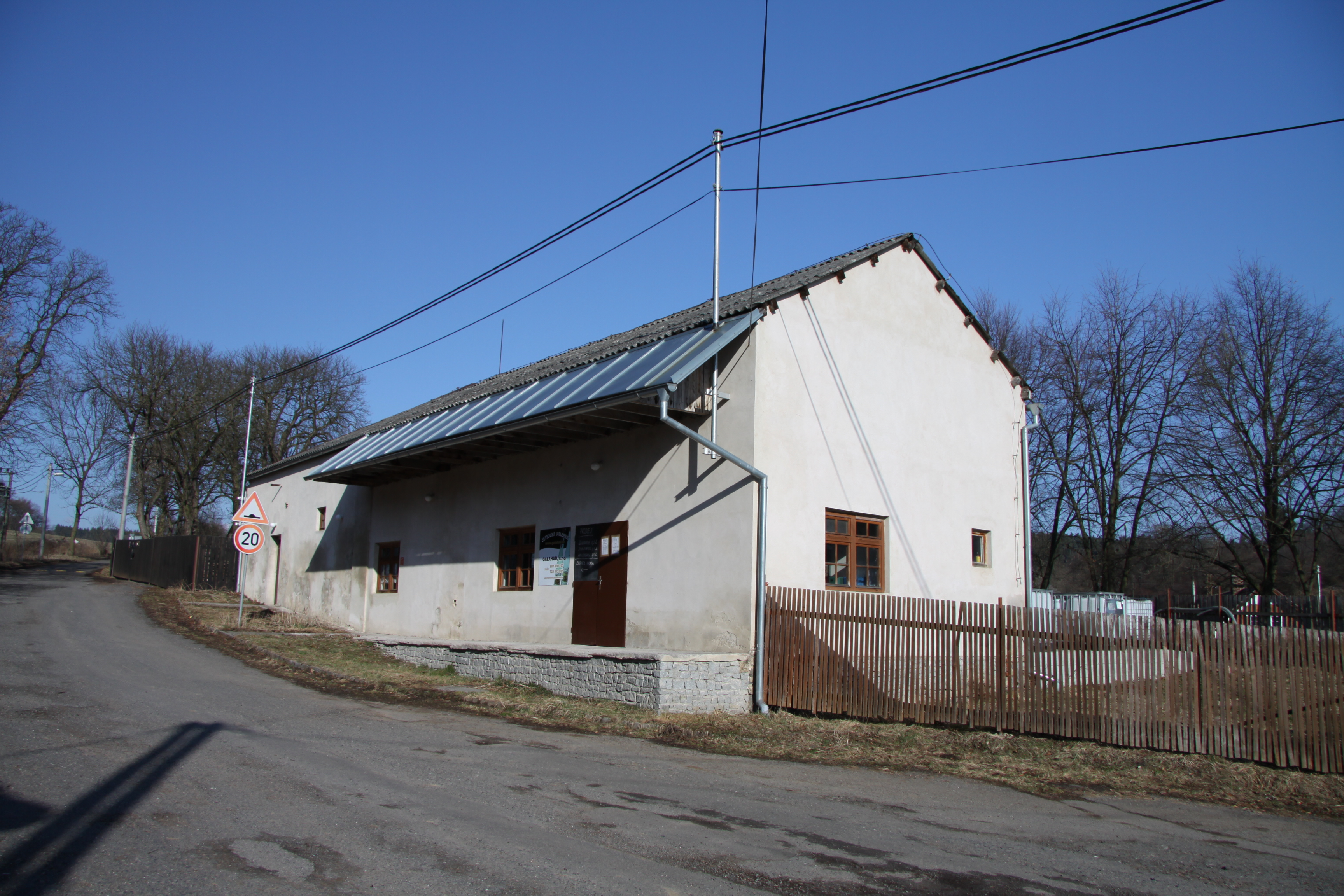
Palírna v obci
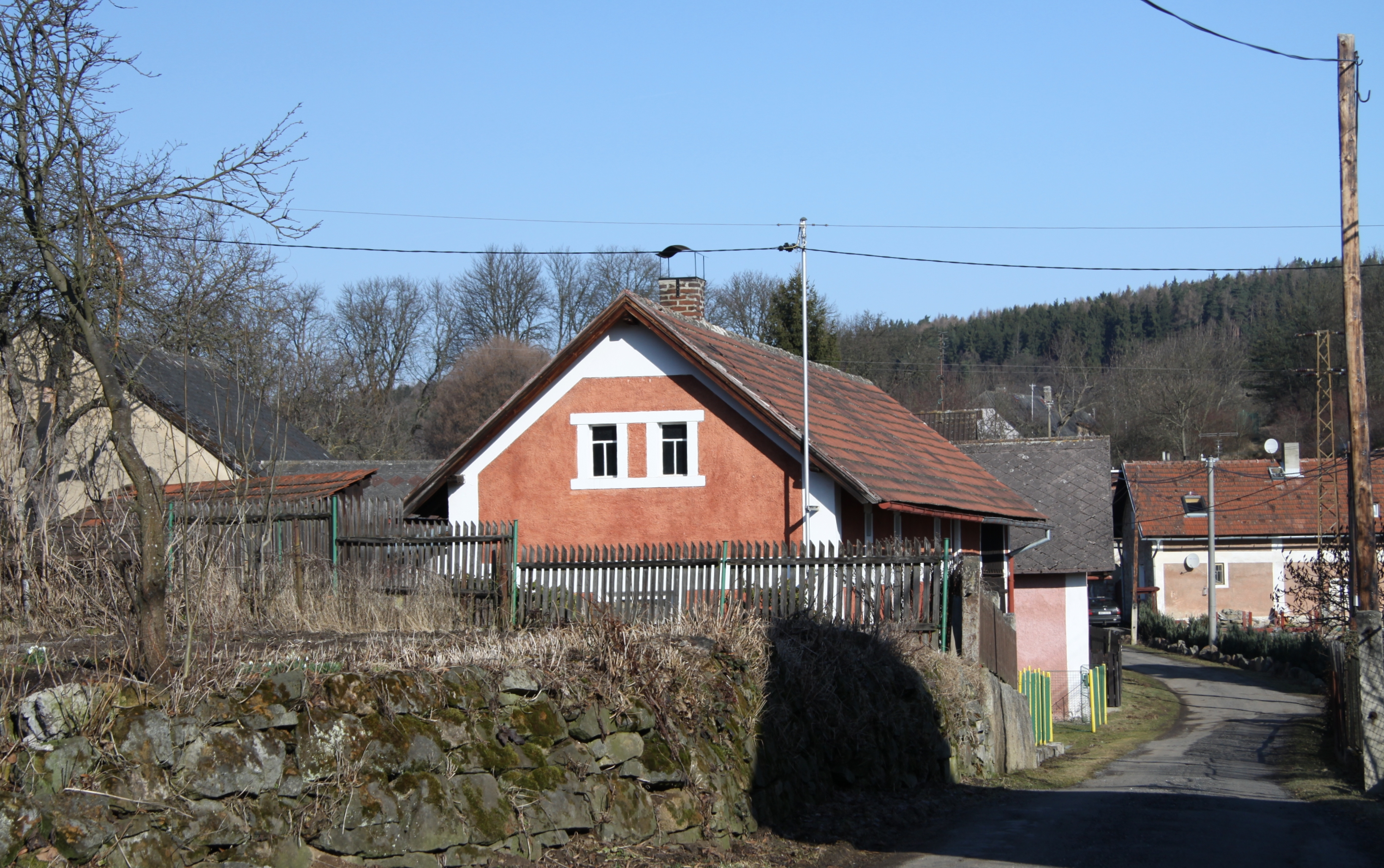
Obytný dům
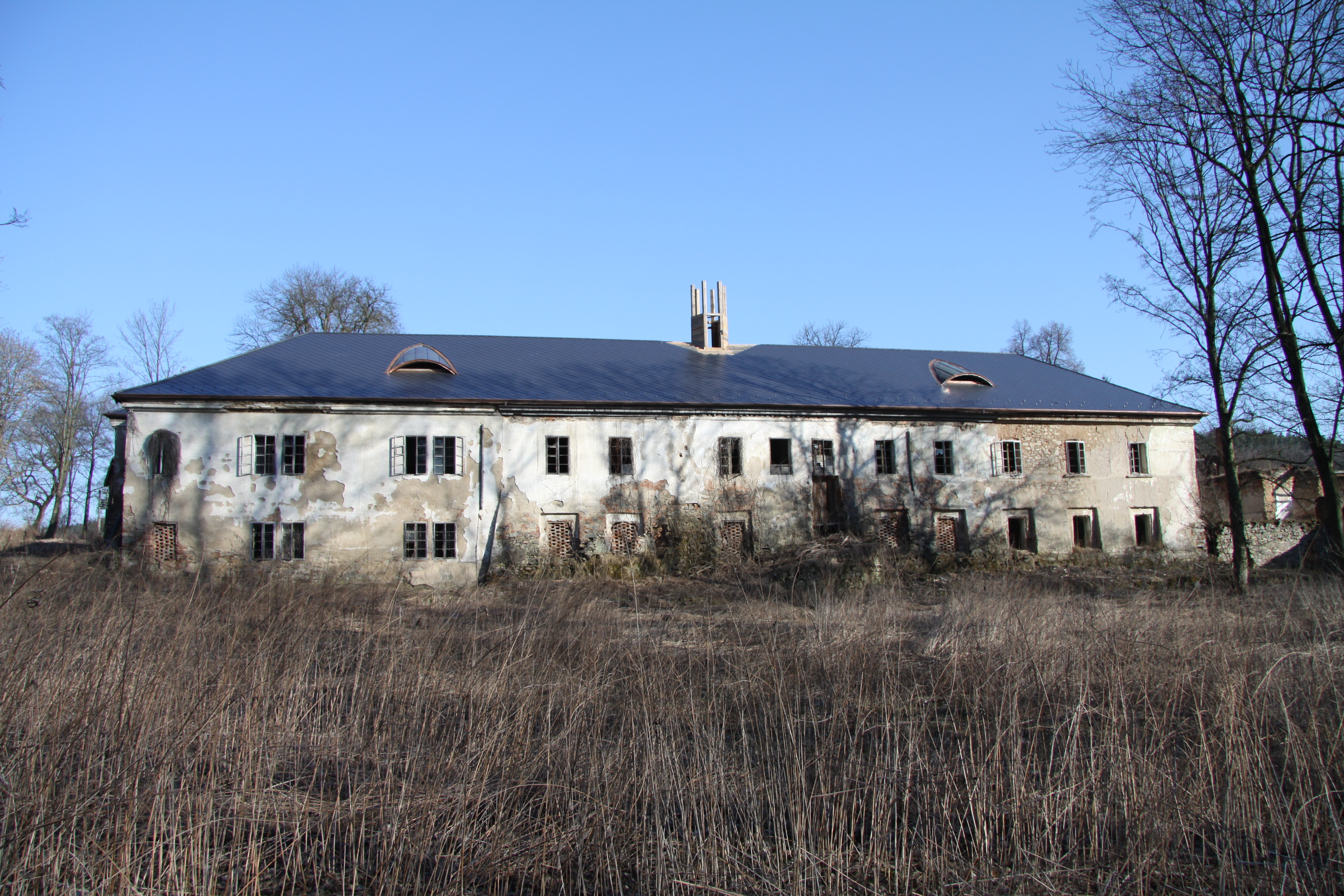
Jižní průčelí zámku